# Ryan Case
Ryan Case (Lynchburg, 14 luglio 1980) è una montatrice statunitense.
È nota per aver curato il montaggio della serie televisiva Modern Family, esperienza grazie alla quale è stata candidata diverse volte ai premi Emmy; nel 2010 ha vinto il premio Emmy al miglior montaggio per una serie comedy.

## Filmografia
- Carpoolers - serie TV, 1 episodio (2008)
- Carfuckers - corto (2008)
- This Might Hurt - film TV (2009)
- Kath & Kim - serie TV, 7 episodi (2008-2009)
- Rebounding - film TV (2012)
- Non fidarti della str**** dell'interno 23 - serie TV, episodio pilota (2012)
- 1600 Penn - serie TV (2012)
- Brooklyn Nine-Nine - serie TV, episodio pilota (2013)
- Modern Family - serie TV (2009 - 2020)